# 郭柯
郭柯，（1980年9月18日—），出生于四川省成都市武侯区，纪录片导演，自1998年起参与制作过四十余部电影，电视剧。先后毕业于四川省艺校表演系和香港“巨采”艺员培训班。知名与拍摄反映中国“慰安妇”现状的纪录电影《二十二》。

## 作品

### 短片
- 二灵八（2008年）
- 三十二（2014年）
- 来日可期（2023年）

### 长片
- 二十二（2017年）
- 来日皆方长（2023年）

### 电视剧
- 浪卷红尘（1998年、演员、参与制作）